# Dodecatheon frenchii
Dodecatheon frenchii är en viveväxtart som först beskrevs av George Vasey, och fick sitt nu gällande namn av Per Axel Rydberg. Dodecatheon frenchii ingår i släktet Dodecatheon och familjen viveväxter. Inga underarter finns listade i Catalogue of Life.